# Jornîșce, Illinți
Jornîșce (în ucraineană Жорнище) este localitatea de reședință a comunei Jornîșce din raionul Illinți, regiunea Vinnița, Ucraina.

## Demografie
Componența lingvistică a localității Jornîșce
     Ucraineană (96,89%)
     Rusă (2,04%)
     Română (1,07%)
Conform recensământului din 2001, majoritatea populației localității Jornîșce era vorbitoare de ucraineană (96,89%), existând în minoritate și vorbitori de rusă (2,04%) și română (1,07%).